# دوون ون اوستروم
دوون ون اوستروم (انگلیسی: Devon van Oostrum؛ زادهٔ ۲۴ ژانویهٔ ۱۹۹۳) بازیکن بسکتبال اهل بریتانیا است.

## حرفه
از باشگاه‌هایی که در آن بازی کرده‌است می‌توان به سیبونا زاگرب و باشگاه بسکتبال ساسکی باسکونیا اشاره کرد.